# Panay

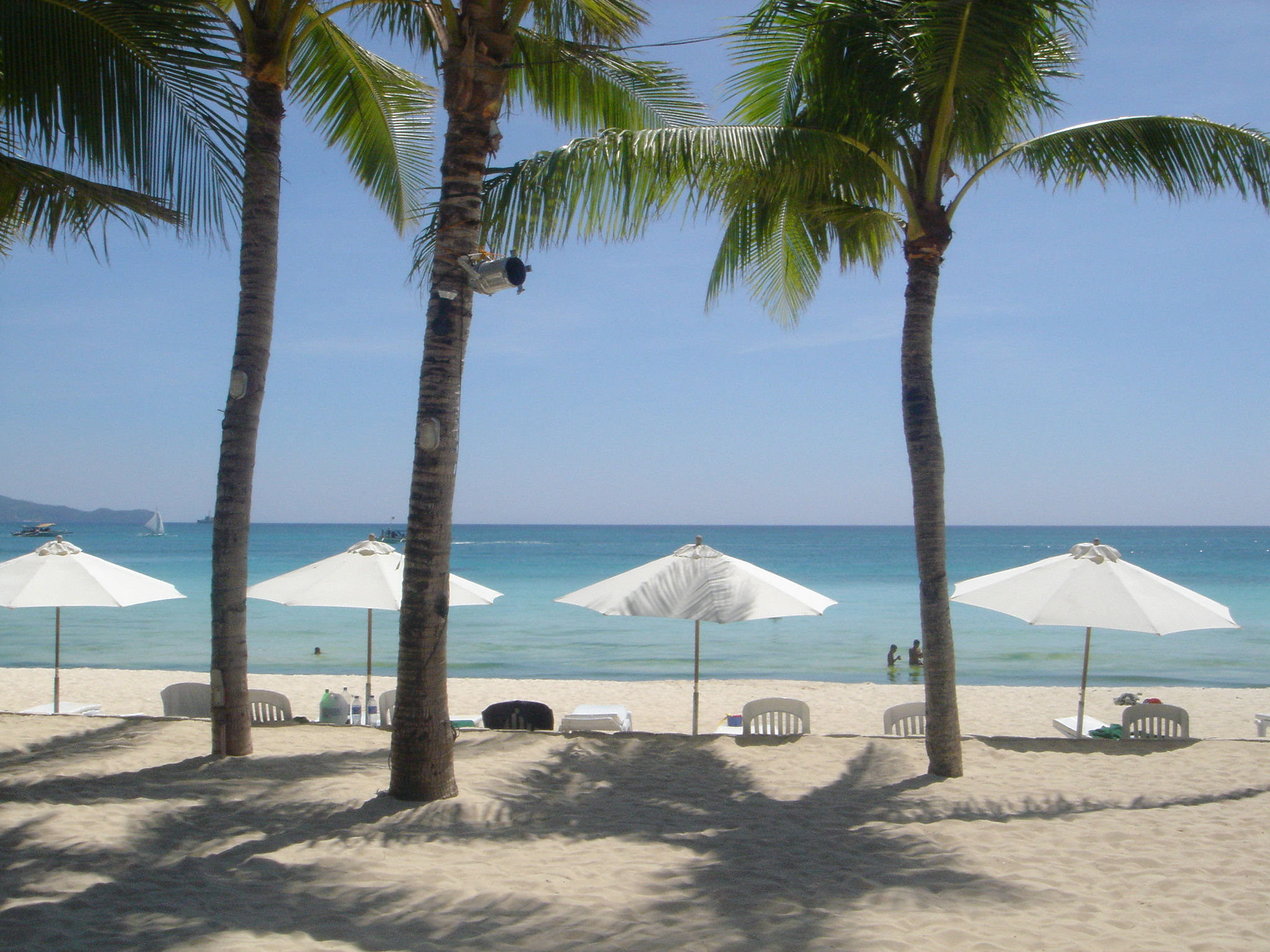
Strand vid Boracay.

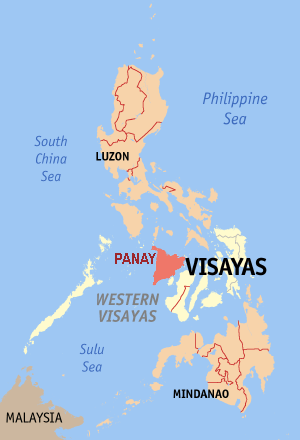
Panay (rödfärgad) i Filippinerna

Panay är en ö i Filippinerna. Den tillhör Visayasöarna och har en yta på 11 500 km² och bebos av cirka 3,5 miljoner invånare (år 2000). Största staden på ön är Iloilo City. Ön är indelad i fyra provinser: Aklan, Antique, Capiz, och Iloilo.